# Fårhagsberget
Fårhagsberget är ett 54 hektar stort naturreservat i Oskarshamns kommun i Småland.
Naturreservatet Fårhagsberget ligger drygt 10 kilometer väster om Oskarshamns tätort. Mitt i reservatet reser sig en bergshöjd som når 30–40 meter över omgivningarna. Området präglas i övrigt av blandskog dominerad av barrträd men med vissa inslag av lövskog, främst kring Hammarsjön. Skogen är gammal och många av träden har en ålder av 120–160 år medan några av tallarna är uppemot 250 år gamla. I områdets södra och västra del finner man Hammarsboån och Hammarsjön. Detta låglänta område består av lövskog och betesmark.
En besöksparkering finns i områdets södra del. Förvaltare av naturreservatet är Länsstyrelsen i Kalmar län.